# District de Korçë

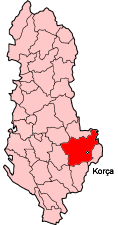

Le district de Korçë est un district d'une superficie de 1 752 km2 pour 180 000 habitants. La capitale est Korçë. Le district dépend de la préfecture de Korçë.
Il est mitoyen des districts albanais de Devoll, Pogradec, Gramsh, Skrapar, Përmet et Kolonjë, le district possède aussi une frontière avec la Grèce et la Macédoine.

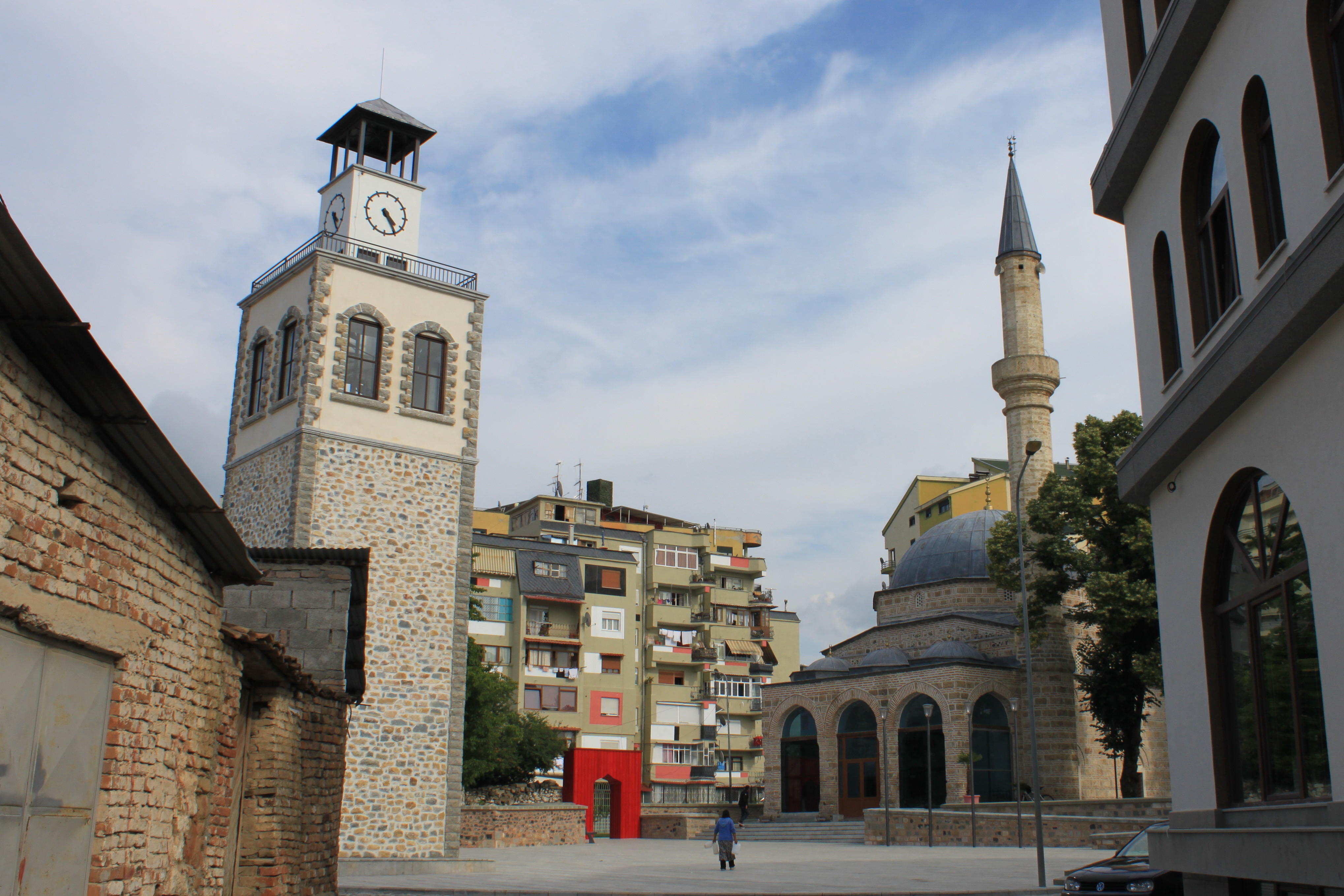
Tour de l'horloge de Koritza.
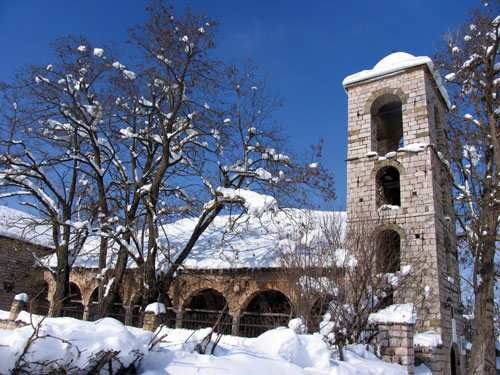
Église de Voskopojë/Moscopole